# Анн Альваро
Анн Альваро (фр. Anne Alvaro, настоящее имя — Дани Барбара Одетта Артеро (фр. Dany Barbara Odette Artero); род. 29 октября 1951, Оран, Алжир) — французская актриса. Дважды обладательница французской национальной кинопремии «Сезар» за лучшую женскую роль второго плана.

## Биография
Анн Альваро родилась 29 октября 1951 года в городе Оран, Алжир, после чего в возрасте трёх лет переехала вместе с родителями во Францию. Там она в возрасте 10 лет поступила в консерваторию города Кретей, в котором будущая актриса и провела своё детство.
С конца 1960-х годов Анн Альваро работает в театре, после чего начинает сниматься в кино. Первой её большой работой стала роль Элеоноры Дюпле в биографическом фильме режиссёра Анджея Вайды «Дантон». Снимаясь в кино, Анн Альваро не прекращает играть на театральной сцене. В 2009 году она получила театральную премию Мольера за роль в спектакле «Гертруда (крик)» по пьесе Говарда Баркера.
За своё актёрское мастерство в кинематографе актриса дважды удостаивалась премии «Сезар», как лучшая актриса второго плана: в 2001 году за роль в фильме «На чужой вкус» — режиссёрском дебюте Аньес Жауи, и спустя 10 лет, в 2011 году за роль в картине Бертрана Блие «Кусочки льда». Одна из самых известных лент с участием Альваро — «Скафандр и бабочка», режиссёра Джулиана Шнабеля.

## Частичная фильмография
- 1982: Дантон / Danton
- 1983: Город пиратов / La Ville des pirates
- 2000: На чужой вкус / Le Goût des autres
- 2007: Скафандр и бабочка / Le scaphandre et le papillon
- 2010: Кусочки льда / Le Bruit des glaçons
- 2010: Шестерёнки (телесериал) / Spiral
- 2012: Двойная жизнь Камиллы / Camille redouble
- 2013: Последняя любовь мистера Моргана / Mr. Morgan’s Last Love
- 2014: Ив Сен-Лоран / Yves Saint Laurent
- 2015: Глупости / Les Bêtises
- 2017: Завуалируй это / Cherchez la femme